# Torneo Nacional de Clubes 2016
El Torneo Nacional de Clubes de 2016, por motivos de patrocinio ICBC Nacional de Clubes 2016, fue la vigésima primera edición del certamen nacional de clubes de rugby más importante de Argentina. Del mismo participaron dieciséis equipos, siete clasificados de la URBA y nueve clasificados del resto del país mediante las plazas obtenidas la pasada temporada, las cuales se distribuyeron tal que la región del noroeste argentino tiene tres representantes, la región centro tiene otros tres, y la región del litoral tiene otros tres.
Al igual que el pasado torneo, en este habrá cuartos de final, semifinales y final para definir al campeón, además que habrá un descenso de plaza para los equipos no pertenecientes a la URBA.
El campeón de esta temporada fue Hindú, que derrotó a Belgrano AC 38 a 23 y obtuvo así su séptimo título.

## Equipos participantes
| Equipo                             | Ciudad          | Unión | Clasificación                      |
| ---------------------------------- | --------------- | ----- | ---------------------------------- |
| Belgrano Athletic Club             | Capital Federal | URBA  | 4.° Top 14                         |
| Club Newman                        | Benavídez       | URBA  | 3.° Top 14                         |
| Club Universitario de Buenos Aires | Capital Federal | URBA  | Subcampeón del Top 14              |
| Duendes Rugby Club                 | Rosario         | URR   | Campeón del Torneo del Litoral     |
| Hindú Club                         | Don Torcuato    | URBA  | Campeón del Top 14                 |
| La Plata Rugby Club                | La Plata        | URBA  | 5.º del Top 14                     |
| Tala Rugby Club                    | Villa Walcarde  | UCR   | Campeón del Torneo del Centro      |
| Tucumán Lawn Tennis Club           | Tucumán         | URT   | 3.º Torneo del Noroeste            |
| Tucumán Rugby Club                 | Yerba Buena     | URT   | Campeón del Torneo del Noroeste    |
| Urú Curé Rugby Club                | Río Cuarto      | UCR   | Subcampeón del Torneo del Centro   |
| Club Atlético del Rosario          | Rosario         | URBA  | 6.º del Top 14                     |
| Club San Luis                      | La Plata        | URBA  | 7.º del Top 14                     |
| Club La Tablada                    | Córdoba         | UCR   | 3.º del Torneo del Centro          |
| Universitario Rugby Club           | Tucumán         | URT   | Subcampeón del Torneo del Noroeste |
| Club de Rugby Ateneo Inmaculada    | Santa Fe        | USR   | Subcampeón del Torneo del Litoral  |
| Club Gimnasia y Esgrima de Rosario | Rosario         | URR   | 3.º del Torneo del Litoral         |

Plazas
| Región              | Cantidad |
| ------------------- | -------- |
| URBA (Plazas fijas) | 7        |
| Córdoba (Centro)    | 3        |
| Litoral             | 3        |
| Noroeste Argentino  | 3        |

## Forma de disputa y reglamentaciones
El torneo está dividido en dos etapas, la fase de grupos y los enfrentamientos directos.
Primera fase:
Los dieciséis clubes se dividen en cuatro grupos donde se enfrentan todos contra todos en enfrentamientos de ida y vuelta. Los mejores dos de cada grupo avanzan a la siguiente fase.
La puntuación se otorga de la siguiente manera; cuatro (4) puntos por partido ganado, dos (2) en caso de empate y cero (0) por partido perdido. Además se otorga punto bonus tanto ofensivo como defensivo.
- El punto bonus ofensivo se da cuando un equipo logra ganar por una diferencia de tres tries y/o tries penales o más.
- El punto bonus defensivo cuando un equipo pierde por una diferencia no mayor a los siete tantos.

Segunda fase:
Los ocho equipos se dividen en cuatro parejas, quienes a enfrentamiento único se eliminaran en cancha del mejor ubicado. Se confeccionara una tabla donde los cuatro mejores se ubicarán del primero al cuarto sobre la base de la cantidad de puntos obtenidos y los segundos se ubicarán del quinto al octavo. Se determina que los partidos serán 1.° - 8.°, 2.° - 7.°, 3.° - 6.° y 4.° - 8.°. Los cuatro ganadores acceden a las semifinales, y los ganadores de las mismas a la final, donde el ganador se proclama campeón.
Serie por el descenso:
Con los cuatro peores equipos de cada zona, exceptuando equipos de la URBA, se confeccionará una tabla y los dos peores deben disputar una serie para mantener la plaza de su región en este certamen. Aquel equipo que pierda el encuentro desciende una plaza de su región para la siguiente edición del torneo.
Sistema de plazas
Al renovarse la competencia; la UAR decidió aplicar un sistema de plazas para el torneo. Las mismas se definen por los resultados en competencias nacionales de cada equipo, donde cada combinado defiende una plaza para su región.

## Primera fase

### Zona 1
| Pos. | Equipo               | Encuentros | Encuentros | Encuentros | Encuentros | Tantos | Tantos | Tantos | Bonus | Bonus | Puntos |
| Pos. | Equipo               | PJ         | PG         | PE         | PP         | F      | C      | Dif    | BO    | BD    | Puntos |
| ---- | -------------------- | ---------- | ---------- | ---------- | ---------- | ------ | ------ | ------ | ----- | ----- | ------ |
| 1.°  | Hindú                | 6          | 5          | 0          | 1          | 181    | 132    | 49     | 1     |       | 21     |
| 2.°  | Atlético del Rosario | 6          | 4          | 0          | 2          | 156    | 106    | 46     | 2     | 1     | 19     |
| 3.°  | Gimnasia (Rosario)   | 6          | 2          | 0          | 4          | 99     | 138    | –39    | 1     |       | 9      |
| 4.°  | Universitario (T)    | 6          | 1          | 0          | 5          | 113    | 173    | –60    |       | 1     | 5      |

|  | Clasificado a las semifinales. |

Primera fecha
| 24 de marzo | Hindú | 43 - 27 | Atlético del Rosario |                            |                            |
|             | Tries Sebastián Cancelliere Bautista Álvarez Lucas Camacho Bautista Ezcurra Joaquín Díaz Bonilla Conversiones Joaquín Díaz Bonilla (3) Penales Joaquín Díaz Bonilla (4) | Reporte | Tries Santiago Domínguez Sebastián Dorigón Tomás Malanos Daniel Almeira Conversiones Martín Elías (2) Penales Martín Elías | Árbitro(s): Juan Sylvestre | Árbitro(s): Juan Sylvestre |

| 24 de marzo                                   | Universitario (T)                                         | 13 - 17 | Gimnasia (R)                                                                            |                          |                          |
|                                               | Tries Gerónimo Mora Agustín Teruel Penales Martín Arregui | Reporte | Tries Axel Fiore Julio Spezialli Conversiones Ramiro Picotto (2) Penales Ramiro Picotto | Árbitro(s): Pablo Deluca | Árbitro(s): Pablo Deluca |
| Punto bonus defensivo para Universitario (T). |                                                           |         |                                                                                         |                          |                          |

Segunda fecha
| 2 de abril                       | Gimnasia (R)           | 8 - 31  | Hindú |                                |                                |
|                                  | Penales Ramiro Picotto | Reporte | Tries Gonzalo Delguy Francisco Bosch Hernán Senillosa Bautista Álvarez (2) Conversiones Joaquín Díaz Bonilla (3) | Árbitro(s): Santiago Altobelli | Árbitro(s): Santiago Altobelli |
| Punto bonus ofensivo para Hindú. |                        |         | |                                |                                |

| 2 de abril                                      | Universitario (T)                                                                                           | 18 - 42 | Atlético del Rosario |                        |                        |
|                                                 | Tries Santiago Iglésias Valdéz Nicolás Sbrocco Conversiones Martín Arregui (1/2) Penales Martín Arregui (2) | Reporte | Tries Rodrigo Bruno (2) Tomás Malano Daniel Almeira Ignacio Casals Conversiones Martín Elías (3) Martín Rodríguez Burruchaga (1) Penales Martín Elías (2) Drop Martín Elías (1) | Árbitro(s): Jason Mola | Árbitro(s): Jason Mola |
| Punto bonus ofensivo para Atlético del Rosario. | |         | |                        |                        |

Tercera fecha
| 9 de abril | Hindú | 35 - 18 | Universitario (T)                                                         |                          |                          |
|            | Tries Severiano Escobio Mariano de la Fuente Bautista Álvarez Martín Cancelliere Conversiones Joaquín Díaz Bonilla (3) Penales Joaquín Díaz Bonilla (3) | Reporte | Tries Nicolás Sbrocco (2) Santiago Iglesias Valdéz Penales Martín Arregui | Árbitro(s): Mauro Rivera | Árbitro(s): Mauro Rivera |

| 9 de abril | Atlético del Rosario                                                                                     | 16 - 3  | Gimnasia (R)               |                                      |                                      |
|            | Tries Tomás Malanos Conversiones Martín Rodríguez Gurruchaga (1) Penales Martín Rodríguez Gurruchaga (3) | Reporte | Penales Ramiro Picotto (1) | Árbitro(s): Joaquín Montes (Uruguay) | Árbitro(s): Joaquín Montes (Uruguay) |

Cuarta fecha
| 16 de abril | Atlético del Rosario | 13 - 20 | Hindú |                           |                           |
|             | Tries Marcos Díaz Conversiones Martín Rodríguez Gurruchaga Penales Martín Rodríguez Gurruchaga Drop Martín Rodríguez Gurruchaga | Reporte | Tries Santiago Mourin Justo Salas Martín Cancelliere Conversiones Joaquín Díaz Bonilla Penales Joaquín Díaz Bonilla | Árbitro(s): Andrés Sutton | Árbitro(s): Andrés Sutton |

| 16 de abril                                    | Gimnasia (R) | 31 - 16 | Universitario (T)                                                              |                        |                        |
|                                                | Tries Emiliano Sonsini José Forlla Santiago Rebori Ramiro Picotto Conversiones Ramiro Picotto (4) Penales Ramiro Picotto (1) | Reporte | Tries Jorge Herrera Conversiones Martin Arregui (1) Penales Martin Arregui (3) | Árbitro(s): Jasón Mola | Árbitro(s): Jasón Mola |
| Punto bonus ofensivo para Gimnasia de Rosario. | |         |                                                                                |                        |                        |

Quinta fecha
| 23 de abril | Hindú | 38 - 30 | Gimnasia (R) |                              |                              |
|             | Tries Sacha Casañas, Francisco Bosch, Agustín Capurro (2), Sebastián Cancelliere y Gonzalo Delguy Conversiones Joaquín Díaz Bonilla (4) | Reporte | Tries Facundo Pendino, Teo Castiglioni, Emiliano Sonsini (2) Conversiones Ramiro Picotto (2) Penales Ramiro Picotto (2) | Árbitro(s): Sebastián Minery | Árbitro(s): Sebastián Minery |

| 23 de abril                                     | Atlético del Rosario | 34 - 12 | Universitario (T)                                                                |                         |                         |
|                                                 | Tries try penal, Eduardo Bello, Rodrigo Bruno (2), y Santiago Casals Conversiones Martín Rodríguez Gurruchaga (3) Penales Martín Rodríguez Gurruchaga (1) | Reporte | Tries Santiago Resino Conversiones Juan Rodríguez (1) Penales Juan Rodríguez (2) | Árbitro(s): Mauro River | Árbitro(s): Mauro River |
| Punto bonus ofensivo para Atlético del Rosario. | |         |                                                                                  |                         |                         |

Sexta fecha
| 30 de abril | Universitario (T) | 36 - 14 | Hindú                                                                           |  |  |
|             | Tries Agustín López Ríos, Martín Nieva, Martín Arregui y Agustín Teruel Conversiones Martín Arregui (2) Penales Martín Arregui (4) | Reporte | Tries Nicolás Guisasola, Augusto Bavaro. Conversiones Joaquín Diaz Bonilla (2). |  |  |

| 30 de abril | Gimnasia (R)                                                         | 10 - 24 | Atlético del Rosario |  |  |
|             | Tries Tomás Speziali Conversiones Ramiro Picotto Drop Ramiro Picotto | Reporte | Tries Tomás Malanos y Martín Elías Conversiones Martín Rodríguez Gurruchaga (2) Penales Martín Rodríguez Gurruchaga (4) |  |  |

### Zona 2
| Pos. | Equipo     | Encuentros | Encuentros | Encuentros | Encuentros | Tantos | Tantos | Tantos | Bonus | Bonus | Puntos |
| Pos. | Equipo     | PJ         | PG         | PE         | PP         | F      | C      | Dif    | BO    | BD    | Puntos |
| ---- | ---------- | ---------- | ---------- | ---------- | ---------- | ------ | ------ | ------ | ----- | ----- | ------ |
| 1.°  | Tala RC    | 6          | 6          | 0          | 0          | 176    | 71     | 105    | 1     |       | 25     |
| 2.°  | CUBA       | 6          | 2          | 1          | 3          | 119    | 120    | -1     |       | 2     | 12     |
| 3.°  | Duendes    | 6          | 2          | 1          | 3          | 99     | 122    | –23    |       |       | 8      |
| 4.°  | Tucumán LT | 6          | 0          | 2          | 4          | 112    | 189    | –77    |       | 1     | 5      |

|  | Clasificado a las semifinales. |

Primera fecha
| 24 de marzo | Tucumán LT                                                                                        | 26 - 26 | CUBA | La Caldera del Parque, |                        |
|             | Tries Inacio Nieva (2) Matías Madrid Conversiones Domingo Miotti (1/3) Penales Domingo Miotti (3) | Reporte | Tries Agustín Migliore Juan Cruz González Joaquín Alemán Conversiones Juan Cruz González Penales Juan Cruz González (3) | Árbitro(s): Jasón Mola | Árbitro(s): Jasón Mola |

| 24 de marzo | Tala RC | 33 - 17 | Duendes RC                                                                                             |                                |                                |
|             | Tries Aníbal Panceyra Garrido (2) Franco Brarda Guillermo Albrisi Conversiones Stéfano Ambrosio (2) Penales Stéfano Ambrosio (3) | Reporte | Tries Andrés Levrino Pedro Imhoff Conversiones Mateo Escalante Santiago Araujo Penales Mateo Escalante | Árbitro(s): Santiago Altobelli | Árbitro(s): Santiago Altobelli |

Segunda fecha
| 2 de abril                       | CUBA                           | 18 - 20 | Tala RC                                                                    |                          |                          |
|                                  | Penales Juan Cruz González (6) | Reporte | Tries Marcos Lobato (1) Penales Stéfano Ambrosio (4) Cristian Nacasian (1) | Árbitro(s): Mauro Rivera | Árbitro(s): Mauro Rivera |
| Punto bonus defensivo para CUBA. |                                |         |                                                                            |                          |                          |

| 2 de abril | Duendes RC | 25 - 16 | Tucumán LT                                                                 |                           |                           |
|            | Tries Vittorio Rosti Maximiliano Nannini Juan Manuel Prieto Conversiones Santiago Araujo (2) Penales Santiago Araujo (3) | Reporte | Tries Pedro Bottini Conversiones Domingo Miotti Penales Domingo Miotti (3) | Árbitro(s): Andrés Sutton | Árbitro(s): Andrés Sutton |

Tercera fecha
| 9 de abril | Duendes RC                                                               | 14 - 3  | CUBA                           |                                |                                |
|            | Tries Juan Manuel Roqués Penales Santiago Araujo (2) Mateo Escalante (1) | Reporte | Penales Juan Cruz González (1) | Árbitro(s): Santiago Altobelli | Árbitro(s): Santiago Altobelli |

| 9 de abril | Tala RC | 58 - 6  | Tucumán LT                                 |                             |                             |
|            | Tries Nicolás Cantarutti Luciano Rinero Martín Freytes José Escuti Manuel Garzón Aníbal Panceyra Marcos Nielsen Conversiones Stéfano Ambrosio (7) Penales Stéfano Ambrosio (3) | Reporte | Penales Domingo Miotti Drop Domingo Miotti | Árbitro(s): Federico Cuesta | Árbitro(s): Federico Cuesta |

Cuarta fecha
| 16 de abril | CUBA | 25 - 24 | Tucumán LT                                                                                 |                            |                            |
|             | Tries Santiago Tsin José Prat Gay Benjamín Miguens Conversiones Santiago Viacava (2) Penales Santiago Viacava (2) | Reporte | Tries Nicolás Cipulli Ignacio Nieva Conversiones Domingo Miotti Penales Domingo Miotti (4) | Árbitro(s): Juan Sylvestre | Árbitro(s): Juan Sylvestre |

| 16 de abril | Duendes RC | 0 - 15  | Tala RC                                                                                          |                             |                             |
|             |            | Reporte | Tries Marcos Lobato Germán Schulz Conversiones Stéfano Ambrosio (1) Penales Stéfano Ambrosio (1) | Árbitro(s): Federico Cuesta | Árbitro(s): Federico Cuesta |

Quinta fecha
| 23 de abril                      | Tala RC | 28 - 23 | CUBA                                                                                             |                             |                             |
|                                  | Tries Germán Schulz, José Escuti, Martín Freytes Conversiones Stéfano Ambrosio (2) Penales Stéfano Ambrosio (3) | Reporte | Tries Lucas Piña, Sebastián Viale Conversiones Santiago Viacaba (2) Penales Santiago Viacaba (3) | Árbitro(s): Emilio Traverso | Árbitro(s): Emilio Traverso |
| Punto bonus defensivo para CUBA. | |         |                                                                                                  |                             |                             |

| 23 de abril | Tucumán LT | 33 - 33 | Duendes RC                                                                                              | La Caldera del Parque,       |                              |
|             | Tries Nicolás Cipulli (2), Luciano Proto, Fernando Jogna Prat y Joaquin López Islas Conversiones Domingo Miotti (4) | Reporte | Tries Juan Rapuzzi (2), Julián Denhoff (2) Conversiones Mateo Escalante (2) Penales Mateo Escalante (3) | Árbitro(s): Federico Anselmi | Árbitro(s): Federico Anselmi |

Sexta fecha
| 30 de abril | CUBA | 22 - 10 | Duendes RC                                                                    |  |  |
|             | Tries Penal, Joaquín Alemán y Segundo Pisani. Conversiones Santiago Viacava (2) Penales Santiago Viacava. | Reporte | Tries Nicolas Sánchez. Conversiones Mateo Escalante. Penales Mateo Escalante. |  |  |

| 30 de abril | Tucumán LT                                             | 7 - 22  | Tala RC                                                                                                   |  |  |
|             | Tries Pedro Bottini Conversiones Rodrigo Gallo Penales | Reporte | Tries Pedro Garzón, try penal y Gonzalo Ruiz. Conversiones Stéfano Ambrosio (2) Penales Stéfano Ambrosio. |  |  |

### Zona 3
| Pos. | Equipo      | Encuentros | Encuentros | Encuentros | Encuentros | Tantos | Tantos | Tantos | Bonus | Bonus | Puntos |
| Pos. | Equipo      | PJ         | PG         | PE         | PP         | F      | C      | Dif    | BO    | BD    | Puntos |
| ---- | ----------- | ---------- | ---------- | ---------- | ---------- | ------ | ------ | ------ | ----- | ----- | ------ |
| 1.°  | Newman      | 6          | 5          | 0          | 1          | 232    | 131    | 101    | 4     |       | 24     |
| 2.°  | CRAI        | 6          | 4          | 0          | 2          | 110    | 129    | –19    |       |       | 16     |
| 3.°  | La Plata RC | 6          | 3          | 0          | 3          | 142    | 147    | –5     | 1     |       | 13     |
| 4.°  | La Tablada  | 6          | 0          | 0          | 6          | 127    | 200    | –73    |       | 2     | 2      |

|  | Clasificado a las semifinales. |

Primera fecha
| 24 de marzo | Newman | 42 - 22 | La Plata RC |  |  |
|             | Tries Marcos Bollini Marcelo Brandi Agustín Gossio (2) Conversiones Gonzalo Gutiérrez Taboada (4) Penales Gonzalo Gutiérrez Taboada (3) | Reporte | Tries Diego Bourdin Francisco Capellani Nicolás Griffith Conversiones Pedro Mercerat (2) Penales Pedro Mercerat |  |  |

| 24 de marzo | CRAI | 29 - 22 | La Tablada                                                                                               |  |  |
|             | Tries Patricio Fosco Joaquín Schierano Facundo Beltramino (2) Conversiones Facundo Beltramino (3) Penales Facundo Beltramino | Reporte | Tries Javier Revol Tomás Hansen Felipe Nougues Conversiones Tomás Hansen Ramiro Pez Penales Tomás Hansen |  |  |

Segunda fecha
| 2 de abril                        | Newman | 48 - 6  | CRAI                           |                           |                           |
|                                   | Tries Germán Mignone Felipe Louzao Marcelo Brandi Agustín Gosio Try Penal Gonzalo Gutiérrez Taboada Conversiones Gonzalo Gutiérrez Taboada (6) Penales Gonzalo Gutiérrez Taboada (2) | Reporte | Penales Facundo Beltramino (2) | Árbitro(s): Diego Colussi | Árbitro(s): Diego Colussi |
| Punto bonus ofensivo para Newman. | |         |                                |                           |                           |

| 2 de abril                             | La Plata RC                                                         | 16 - 14 | La Tablada                                     |                             |                             |
|                                        | Tries Martín Bourdin Penales Pedro Mercerat (2) Drop Pedro Mercerat | Reporte | Tries Nicolás Spitale Penales Tomás Hansen (3) | Árbitro(s): Emilio Traverso | Árbitro(s): Emilio Traverso |
| Punto bonus defensivo para La Tablada. |                                                                     |         |                                                |                             |                             |

Tercera fecha
| 9 de abril | La Tablada                                                                     | 19 - 43 | Newman |                                   |                                   |
|            | Tries Luciano González Mateo Revol Conversiones Ramiro Pez (2) Drop Ramiro Pez | Reporte | Tries Felipe Louzao (3) Marcelo Brandi Matías Freyre Germán Mignone Conversiones Gonzalo Gutiérrez Taboada Lucas Degrossi (4) Penales Lucas Degrossi | Árbitro(s): Juan Hernán Sylvestre | Árbitro(s): Juan Hernán Sylvestre |

| 9 de abril | La Plata RC                                                  | 29 - 10 | CRAI                                                 |                              |                              |
|            | Tries Raíz Molina Piñeyro Duro (2) Conversiones Mercerat (2) | Reporte | Tries Bay Conversiones Beltramino Penales Beltramino | Árbitro(s): Álvaro del Barco | Árbitro(s): Álvaro del Barco |

Cuarta fecha
| 16 de abril                       | La Plata RC                                                                                           | 30 - 52 | Newman |                             |                             |
|                                   | Tries Try penal Carlos Mendieta Tomás Roán Conversiones Pedro Mercerat (3) Penales Pedro Mercerat (3) | Reporte | Tries Santiago Gutiérrez Taboada Germán Mignone (3) Agustín Gosio (2) Conversiones Matías Freyre Lucas Degrossi (4) Penales Lucas Degrossi (4) | Árbitro(s): Emilio Traverso | Árbitro(s): Emilio Traverso |
| Punto bonus ofensivo para Newman. | |         | |                             |                             |

| 16 de abril | La Tablada | 18 - 34 | CRAI |                             |                             |
|             | Tries Santiago Sánchez Pulgar Luciano González Conversiones Bruno Beccaria Penales Bruno Beccaria Drop Bruno Beccaria | Reporte | Tries Estanislao Bay Justo Ordano José Dogliani Mario Salva Conversiones Facundo Beltramino (4) Penales Facundo Beltramino Drop Facundo Beltramino | Árbitro(s): Claudio Antonio | Árbitro(s): Claudio Antonio |

Quinta fecha
| 23 de abril | CRAI | 31 - 12 | Newman                                                              |                        |                        |
|             | Tries Ramiro Dolfo, Justo Ordano y José Canuto Conversiones Facundo Beltramino (2) Penales Facundo Beltramino (4) | Reporte | Tries Felipe Louzao y Nicolás Piccaluga Conversiones Lucas Degrossi | Árbitro(s): Jason Mola | Árbitro(s): Jason Mola |

| 23 de abril | La Tablada | 29 - 45 | La Plata RC |                              |                              |
|             | Tries Santiago Tobal (2), Federico Gutiérrez y Santiago Sánchez Montañez Conversiones Bruno Beccaría (3) Penales Bruno Beccaría | Reporte | Tries Ariel del Cerro (2), Pedro Duro, Martín Fontán, Lucas Suárez Folch, Nicolás Griffiths y Manuel Raíz Conversiones Francisco Capellani (4) y Patricio Roán | Árbitro(s): Álvaro Del Barco | Árbitro(s): Álvaro Del Barco |

Sexta fecha
| 30 de abril | Newman | 35 - 23 | La Tablada |  |  |
|             | Tries German Mignone (2), Alberto Porolli, Miguel Urtubey y un try penal Conversiones Gonzalo Gutiérrez Taboada (5) | Reporte | Tries Bruno Beccaria y Luciano González Conversiones Bruno Beccaria y Luciano González Penales Bruno Beccaria y Luciano González |  |  |

| 30 de abril                             | CRAI                                                                                 | 22 - 20 | La Plata RC |  |  |
|                                         | Tries Santiago Amsler Conversiones Facundo Beltramino Penales Facundo Beltramino (5) | Reporte | Tries Manuel Raíz, Manuel Gallo y Nicolás Griffiths Conversiones Francisco Capellani Penales Francisco Capellani |  |  |
| Punto bonus defensivo para La Plata RC. |                                                                                      |         | |  |  |

### Zona 4
| Pos. | Equipo              | Encuentros | Encuentros | Encuentros | Encuentros | Tantos | Tantos | Tantos | Bonus | Bonus | Puntos |
| Pos. | Equipo              | PJ         | PG         | PE         | PP         | F      | C      | Dif    | BO    | BD    | Puntos |
| ---- | ------------------- | ---------- | ---------- | ---------- | ---------- | ------ | ------ | ------ | ----- | ----- | ------ |
| 1.°  | Belgrano AC         | 6          | 5          | 1          | 0          | 153    | 88     | 55     |       |       | 22     |
| 2.°  | Tucumán RC          | 6          | 4          | 1          | 1          | 170    | 121    | 49     |       |       | 18     |
| 3.°  | San Luis (La Plata) | 6          | 1          | 1          | 4          | 108    | 159    | –51    |       | 1     | 7      |
| 4.°  | Urú Curé            | 6          | 0          | 1          | 5          | 112    | 165    | –53    |       | 3     | 5      |

|  | Clasificado a las semifinales. |

Primera fecha
| 24 de marzo | Tucumán RC | 39 - 17 | San Luis (LP)                                                                           |                             |                             |
|             | Tries Juan Novillo (2) Tomás Albornoz Lucas Cartier Matías Sauze Conversiones Juan Novillo (4) Penales Juan Novillo (2) | Reporte | Tries Francisco Campodónico Alan Oubiña Joaquín Márquez Conversiones Felipe Campodónico | Árbitro(s): Emilio Traverso | Árbitro(s): Emilio Traverso |

| 24 de marzo | Belgrano AC                                                                                      | 30 - 17 | Urú Curé                                                                                                   |                          |                          |
|             | Tries Agustín López Isnardi Conversiones Agustín López Isnardi Penales Agustín López Isnardi (2) | Reporte | Tries Eugenio Achilli Try Penal Conversiones Manuel Fernández Sardina (2) Penales Manuel Fernández Sardina | Árbitro(s): Mauro Rivera | Árbitro(s): Mauro Rivera |

Segunda fecha
| 2 de abril                           | Urú Curé | 18 - 22 | Tucumán RC                                                                                           |                                   |                                   |
|                                      | Try penal Guillermo Pispieiro Conversiones Manuel Fernández Sardina (2) Penales Manuel Fernández Sardina (2) | Reporte | Tries Lucas Cartier Jorge Domínguez (2) Conversiones Juan León Novillo (2) Penales Juan León Novillo | Árbitro(s): Juan Hernán Sylvestre | Árbitro(s): Juan Hernán Sylvestre |
| Punto bonus defensivo para Urú Curé. | |         | |                                   |                                   |

| 2 de abril | Belgrano AC                                                                                                 | 30 - 22 | San Luis (LP)                                                        |                              |                              |
|            | Tries Matías Masera (2) Try penal Francisco Gorrisen Conversiones Tomás Rosati (2) Penales Tomás Rosati (2) | Reporte | Tries Bautista Marbán Facundo Bellone Penales Felipe Campodónico (4) | Árbitro(s): Federico Anselmi | Árbitro(s): Federico Anselmi |

Tercera fecha
| 9 de abril | Tucumán RC                                                                                                  | 16 - 16 | Belgrano AC                                                                         |                        |                        |
|            | Tries try penal Conversiones Juan León Novillo (1) Penales Juan León Novillo (2) Drop Juan León Novillo (1) | Reporte | Tries Agustín Gómez Di Nardo Conversiones Tomás Rosati (1) Penales Tomás Rosati (3) | Árbitro(s): Jason Mola | Árbitro(s): Jason Mola |

| 9 de abril | San Luis (LP) | 25 - 21 | Urú Curé                                                                               |                             |                             |
|            | Tries Manuel Gnecco Bautista Marban Francisco Campodónico Conversiones Felipe Campodónico (2) Penales Felipe Campodónico (2) | Reporte | Tries Juan Cruz Cignetti (2) Nicolás Achilli Conversiones Manuel Fernández Sardina (3) | Árbitro(s): Claudio Antonio | Árbitro(s): Claudio Antonio |

Cuarta fecha
| 16 de abril | San Luis (LP) | 22 - 27 | Tucumán RC |                              |                              |
|             | Tries Facundo Cúcolo Gregorio Del Prete Agustín Marquez Conversiones Juan Campodónico (2) Penales Juan Campodónico | Reporte | Tries Gonzalo Manso Juan León Novillo Tomás Albornoz Conversiones Juan León Novillo (3) Penales Juan León Novillo (2) | Árbitro(s): Damián Schneider | Árbitro(s): Damián Schneider |

| 16 de abril | Urú Curé | 20 - 23 | Belgrano AC |  |  |
|             | Tries Manuel Fernández Sardina try penal Conversiones Manuel Fernández Sardina (2) Penales Manuel Fernández Sardina (2) | Reporte | Tries Alejandro Galli Benjamín Espinal try penal Conversiones Tomas Rosatti (2) Penales Tomas Rosatti Drop Tomas Rosatti |  |  |

Quinta fecha
| 23 de abril | Tucumán RC                                                                                                   | 46 - 17 | Urú Curé                                                                            |                             |                             |
|             | Tries Forenza, Paz, Novillo, Ponce (2) y Bulacio Conversiones Novillo (3) y Albornoz (2) Penales Novillo (2) | Reporte | Tries Aguilar y Cignetti Conversiones Manuel Fernández (2) Penales Manuel Fernández | Árbitro(s): Federico Cuesta | Árbitro(s): Federico Cuesta |

| 23 de abril | San Luis (LP)              | 3 - 23  | Belgrano AC |                             |                             |
|             | Penales Felipe Campodónico | Reporte | Tries Try Penal y Tomás Sackman Conversiones Tomás Rosati y Agustín López Isnardi Penales Tomás Rosati (2) y Agustín López Isnardi | Árbitro(s): Antonio Claudio | Árbitro(s): Antonio Claudio |

Sexta fecha
| 30 de abril | Belgrano AC | 31 - 20 | Tucumán RC |                          |                          |
|             | Tries Agustín Gómez di Nardo, Alejandro Galli, try penal y Matías Masera. Conversiones Agustín López Isnardi (4) Penales Agustín López Isnardi (1) | Reporte | Tries Lucas Cartier, Pablo Forenza y Oscar Vittar Conversiones Juan León Novillo (1) Penales Juan León Novillo (1) | Árbitro(s): Mauro Rivera | Árbitro(s): Mauro Rivera |

| 30 de abril | Urú Curé                                                                                    | 19 - 19 | San Luis (LP)                                                                              |  |  |
|             | Tries Juan Cruz Cignetti, Juan Manuel Moretton, try penal Conversiones Manuel Fernández (2) | Reporte | Tries Francisco Campodonico Conversiones Felipe Campodonico Penales Felipe Campodonico (4) |  |  |

## Serie por la permanencia
| Pos. | Equipo            | Encuentros | Encuentros | Encuentros | Encuentros | Tantos | Tantos | Tantos | Bonus | Bonus | Puntos |
| Pos. | Equipo            | PJ         | PG         | PE         | PP         | F      | C      | Dif    | BO    | BD    | Puntos |
| ---- | ----------------- | ---------- | ---------- | ---------- | ---------- | ------ | ------ | ------ | ----- | ----- | ------ |
| 6.°  | Urú Curé          | 6          | 0          | 1          | 5          | 93     | 146    | –53    |       | 3     | 5      |
| 7.°  | Universitario (T) | 6          | 1          | 0          | 5          | 77     | 159    | –60    |       | 1     | 5      |
| 8.°  | Tucumán LT        | 6          | 0          | 2          | 4          | 105    | 167    | –77    |       | 1     | 5      |
| 9.°  | La Tablada        | 6          | 0          | 0          | 6          | 104    | 165    | –61    |       | 2     | 2      |

|  | Disputan la final por el descenso. |

| 7 de mayo                                              | Tucumán LT | 27 - 25 | La Tablada |  |  |
|                                                        |            | Reporte |            |  |  |
| La región Centro pierde la plaza para la edición 2017. |            |         |            |  |  |

## Segunda fase
|  | Cuartos de final     | Cuartos de final |             |         | Semifinales | Semifinales |  |       | Final      | Final      |  |
|  | 7 de mayo            | 7 de mayo        |             |         | 14 de mayo  | 14 de mayo  |  |       | 21 de mayo | 21 de mayo |  |
|  |                      |                  |             |         |             |             |  |       |            |            |  |
|  |                      |                  |             |         |             |             |  |       |            |            |  |
|  | Tala RC              | 53               |             |         |             |             |  |       |            |            |  |
|  | Tala RC              | 53               |             |         |             |             |  |       |            |            |  |
|  | CRAI                 | 7                |             |         |             |             |  |       |            |            |  |
|  | CRAI                 | 7                |             | Tala RC | 19          |             |  |       |            |            |  |
|  |                      |                  |             | Tala RC | 19          |             |  |       |            |            |  |
|  |                      |                  | Hindú       | 21      |             |             |  |       |            |            |  |
|  | Hindú                | 32               | Hindú       | 21      |             |             |  |       |            |            |  |
|  | Hindú                | 32               |             |         |             |             |  |       |            |            |  |
|  | Tucumán RC           | 27               |             |         |             |             |  |       |            |            |  |
|  | Tucumán RC           | 27               |             |         |             |             |  | Hindú | 38         |            |  |
|  |                      |                  |             |         |             |             |  | Hindú | 38         |            |  |
|  |                      |                  | Belgrano AC | 23      |             |             |  |       |            |            |  |
|  | Newman               | 19               | Belgrano AC | 23      |             |             |  |       |            |            |  |
|  | Newman               | 19               |             |         |             |             |  |       |            |            |  |
|  | CUBA                 | 22               |             |         |             |             |  |       |            |            |  |
|  | CUBA                 | 22               |             | CUBA    | 14          |             |  |       |            |            |  |
|  |                      |                  |             | CUBA    | 14          |             |  |       |            |            |  |
|  |                      |                  | Belgrano AC | 33      |             |             |  |       |            |            |  |
|  | Belgrano AC          | 25               | Belgrano AC | 33      |             |             |  |       |            |            |  |
|  | Belgrano AC          | 25               |             |         |             |             |  |       |            |            |  |
|  | Atlético del Rosario | 22               |             |         |             |             |  |       |            |            |  |
|  | Atlético del Rosario | 22               |             |         |             |             |  |       |            |            |  |
|  |                      |                  |             |         |             |             |  |       |            |            |  |

### Cuartos de final
| 7 de mayo | Tala RC | 53 - 7  | CRAI                                          |                             |                             |
|           | Tries Gonzalo Paulín, Gonzalo Ruiz, Franco Brarda(2), trypenal, Franco Cuaranta (2), Cristian Nacassian Conversiones Stéfano Ambrosio (3), Cristian Nacassian (2) Penales Stéfano Ambrosio, Cristian Nacassian | Reporte | Tries Germán Haffelli Conversiones Beltramino | Árbitro(s): Claudio Antonio | Árbitro(s): Claudio Antonio |

| 7 de mayo | Newman                                                                                         | 19 - 22 | CUBA |                          |                          |
|           | Tries Tomás Keena Conversiones Gonzalo Gutiérrez Taboada Penales Gonzalo Gutiérrez Taboada (4) | Reporte | Tries Benjamín Miguens, José Prat Gay y Try Penal Conversiones Juan Cruz González (2) Penales Juan Cruz González | Árbitro(s): Mauro Rivera | Árbitro(s): Mauro Rivera |

| 7 de mayo | Belgrano AC | 25 - 22 | Atlético del Rosario |                        |                        |
|           | Tries Santiago Uriburu (2) y Agustín Gómez di Nardo Conversiones Agustín López Isnardi (2) Penales Agustín López Isnardi (2) | Reporte | Tries Tomás Malano, Rodrigo Bruno y Joaquín Ameijeiras Conversiones Martín Rodríguez Gurruchaga y Sebastián Dorigón Penales Martín Rodríguez Gurruchaga | Árbitro(s): Jason Mola | Árbitro(s): Jason Mola |

| 7 de mayo | Hindú | 32 - 27 | Tucumán RC                                                                                              |                              |                              |
|           | Tries Camacho, Casañas, Escobio y De la Fuente Conversiones Joaquín Díaz Bonilla (3) Penales Joaquín Díaz Bonilla (2) | Reporte | Tries García Araoz, Barrera, try penal Conversiones Juan León Novillo (3) Penales Juan León Novillo (2) | Árbitro(s): Damián Schneider | Árbitro(s): Damián Schneider |

### Semifinales
| 14 de mayo | Tala RC                                                                           | 19 - 21 | Hindú                                                                                             |                                |                                |
|            | Tries Stéfano Ambrosio Conversiones Stéfano Ambrosio Penales Stéfano Ambrosio (4) | Reporte | Tries Try penal, Lucas Camacho Conversiones Joaquín Díaz Bonilla Penales Joaquín Díaz Bonilla (3) | Árbitro(s): Santiago Altobelli | Árbitro(s): Santiago Altobelli |

| 14 de mayo | CUBA                                                                  | 14 - 33 | Belgrano AC |                             |                             |
|            | Tries Joaquín Alemán Penales Juan Cruz González y Santago Viacava (2) | Reporte | Tries Try Penal, Agustín Gómez di Nardo y Alejandro Galli Conversiones Agustín López Isnardi (3) Penales Agustín López Isnardi (4) | Árbitro(s): Federico Cuesta | Árbitro(s): Federico Cuesta |

### Final
| 21 de mayo | Belgrano AC | 23 - 38 | Hindú |                            |                            |
|            | Tries Francisco Gorrisen y Francisco Ferronato Conversiones Agustín López Isnardi (2) Penales Agustín López Isnardi (3) | Reporte | Tries Hernán Senillosa, Bautista Álvarez y Sebastián Cancelliere (2 Conversiones Joaquín Díaz Bonilla (3) Penales Joaquín Díaz Bonilla (1) | Árbitro(s): Juan Sylvestre | Árbitro(s): Juan Sylvestre |